# Portable Sounds
Portable Sounds é o quinto álbum do cantor Toby McKeehan, lançado a 20 de Fevereiro de 2007.
O disco possui quatro singles, "Made to Love", "Boomin'", "I'm for You" e "One World".
O disco estreou no nº 10 da Billboard 200, a melhor posição conseguida pelo artista, tendo vendido 51 mil cópias na primeira semana. A 14 de Novembro de 2008, o álbum foi certificado Ouro pela RIAA.
O single "Made To Love" foi a segunda música mais tocada das estações Christian CHR de 2007. O single "I'm For You" foi a terceira música mais tocada das estações Christian CHR de 2007.

## Faixas
1. "One World" (Feat. Siti Monroe) – 3:50
2. "Made to Love" – 3:50
3. "Boomin'/Opera Trip Interlude" – 4:02
4. "I'm for You" – 3:47
5. "Face of the Earth/Chuck @ Artist Development Interlude" – 4:38
6. "No Ordinary Love" (Feat. Nirva Dorsaint) – 3:16
7. "Ignition" – 3:53
8. "Hype Man (truDog '07)" (Feat. truDog) – 1:41
9. "Suddenly" – 3:40
10. "All In (Letting Go)/Mr. Talkbox Interlude" – 4:33
11. "Feelin' So Fly" – 3:49
12. "No Signal" – 1:11
13. "Lose My Soul" (Feat. Kirk Franklin e Mandisa/Time Warp) – 6:17
14. "Boomin'" (remix) (Feat. Shonlock) - 3:36
15. "Ignition" (remix) - 3:57